# آلن دوان
آلن دوان (انگلیسی: Allan Dwan؛ ۳ آوریل ۱۸۸۵ – ۲۸ دسامبر ۱۹۸۱) یک تهیه‌کننده، فیلم‌نامه‌نویس و کارگردان پیشگام اهل ایالات متحده آمریکا بود. وی بین سال‌های ۱۹۱۱ تا ۱۹۶۱ میلادی فعالیت می‌کرد.

## بخشی از فیلم‌شناسی
- آبی وحشی دوردست (۱۹۵۱)
- شن‌های آیو جیما (۱۹۴۹)
- مردم جوان (۱۹۴۰)
- گوریل (۱۹۳۹)
- سه تفنگدار (۱۹۳۹)
- سوئز (۱۹۳۸)
- هایدی (۱۹۳۷)
- نقاب آهنین (۱۹۲۹)
- فریاد دوردست (۱۹۲۹)
- برادر بزرگ (۱۹۲۳)
- رابین‌هود (۱۹۲۲)
- پنجاه‌پنجاه (۱۹۱۶)
- دختر شهر کوچک (۱۹۱۵)
- دروغ (۱۹۱۴)
- اختلاس (۱۹۱۴)